# Hold me now (Johnny Logan)
Hold me now is een nummer van de Ierse zanger Johnny Logan uit 1987. Met dit lied won Ierland in datzelfde jaar het Eurovisiesongfestival.

## Achtergrond
Johnny Logan brak in 1980 door toen hij met het nummer What's another year voor de eerste keer het Eurovisiesongfestival won. De single werd een grote internationale hit en zijn carrière leek een zonnige toekomst tegemoet te gaan. Toch verdween Logan al snel weer uit de schijnwerpers: zijn volgende platen boekten nauwelijks succes en als gevolg raakte hij in de financiële problemen. Na enkele jaren besloot hij weer van voren af aan te beginnen. In een poging om zijn carrière weer op de rails te krijgen, wilde Logan terugkeren naar het songfestival om te proberen het evenement nogmaals te winnen. In 1987 schreef en componeerde hij hiervoor het nummer Hold me now, dat hij inzond naar de Ierse nationale voorronde van dat jaar. Het nummer werd geproduceerd door Bill Whelan.
De tekst van Hold me now is geschreven vanuit het oogpunt van een man wiens geliefde hem verlaat voor iemand anders. Hij vraagt haar om hem met goede herinneringen achter te laten. Ondanks de trieste aard van het afscheid blijft de zanger optimistisch en hoopt hij dat ze, ondanks de scheiding, toch altijd verbonden zullen blijven.

## Eurovisiesongfestival 1987
Hold me now was een van de negen liedjes in de Ierse voorronde voor het Eurovisiesongfestival van 1987. Deze nationale finale vond op 8 maart van dat jaar plaats in Dublin. Johnny Logan won de competitie met gemak en mocht Ierland zodoende voor de tweede keer gaan vertegenwoordigen op het Eurovisiesongfestival, dat twee maanden later gehouden werd in Brussel.
Op het songfestival, waar hij als oud-winnaar veel media-aandacht kreeg, werd Logan beschouwd als een van de favorieten. Hij was als twintigste van 22 deelnemers aan de beurt. Bij de puntentelling ontving Hold me now van acht landen het maximumaantal van 12 punten, en de totale puntenscore van 172 was uiteindelijk voldoende voor de overwinning. Het betekende na 1970 en 1980 de derde Ierse songfestivalzege, en de tweede voor Logan persoonlijk. Hij werd zodoende de eerste (en tot op heden enige) artiest die het Eurovisiesongfestival twee keer wist te winnen.
Net als bij zijn eerste overwinning, zeven jaar eerder, was Logan bij de herhaling van zijn winnende lied zichtbaar geëmotioneerd. Tijdens het zingen omhelsde hij zijn achtergrondzangers en had hij moeite met de hoge slotnoot.
Tijdens de in 2005 gehouden jubileumshow Congratulations: 50 Jaar Eurovisiesongfestival eindigde Hold me now op de derde plaats van populairste songfestivalliedjes aller tijden.

## Covers
Door de jaren heen werd Hold me now door verschillende artiesten gecoverd. Er verschenen vertalingen in het Deens (Hold om mig door Birthe Kjær), het Nederlands (Hou me vast door Garry Hagger) en het Duits (Halt mich fest door Wolfgang Ziegler en door Nicole). Zelf bracht Johnny Logan in 2001 een uptempo-versie van het nummer uit, waarmee hij een hit scoorde in Denemarken. In 2006 nam Logan tevens een sterk bewerkte versie van het lied op in samenwerking met Kaye Styles. Deze single, met de titel Don't cry, werd een top 10-hit in Vlaanderen.
In 2016 nam Logan deel aan het Nederlandse televisieprogramma Ali B op volle toeren, waarbij Hold me now bewerkt werd door rapper Digitzz.

## Hitlijsten
Net als met What's another year scoorde Johnny Logan ook met Hold me now een grote hit in verschillende Europese landen. Behalve in Ierland zelf bereikte het ook de nummer 1-positie in Vlaanderen, terwijl het in de hitparades van Zweden, Duitsland, het Verenigd Koninkrijk en Noorwegen op de tweede plaats belandde. In de Nederlandse Top 40 kwam de single niet verder dan nummer 3.

### Nederlandse Top 40
| Positie: | 17 | 8 | 3 | 3 | 3 | 7 | 9 | 17 | 27 | 40 | uit |

### NPO Radio 2 Top 2000
| Nummer met noteringen in de NPO Radio 2 Top 2000 | '99  | '00  | '01  | '02-'04 | '05  |
| ------------------------------------------------ | ---- | ---- | ---- | ------- | ---- |
| Hold Me Now                                      | 1302 | 1378 | 1612 | -       | 1614 |

1. ↑  Een '-' betekent dat het nummer niet was genoteerd en een vetgedrukt getal geeft de hoogste notering aan.
2. ↑  Deze tabel is bijgewerkt tot en met de laatste editie (2024).

1956: Refrain · 
1957: Net als toen · 
1958: Dors, mon amour · 
1959: 'n Beetje · 
1960: Tom Pillibi · 
1961: Nous les amoureux · 
1962: Un premier amour · 
1963: Dansevise · 
1964: Non ho l'età · 
1965: Poupée de cire, poupée de son · 
1966: Merci, chérie · 
1967: Puppet on a string · 
1968: La la la · 
1969: Un jour, un enfant, De troubadour, Vivo cantando, Boom bang-a-bang · 
1970: All kinds of everything · 
1971: Un banc, un arbre, une rue · 
1972: Après toi · 
1973: Tu te reconnaîtras · 
1974: Waterloo · 
1975: Ding-a-dong · 
1976: Save your kisses for me · 
1977: L'oiseau et l'enfant · 
1978: A-ba-ni-bi · 
1979: Hallelujah · 
1980: What's another year · 
1981: Making your mind up · 
1982: Ein bißchen Frieden · 
1983: Si la vie est cadeau · 
1984: Diggi-loo diggi-ley · 
1985: La det swinge · 
1986: J'aime la vie · 
1987: Hold me now · 
1988: Ne partez pas sans moi · 
1989: Rock me · 
1990: Insieme: 1992 · 
1991: Fångad av en stormvind · 
1992: Why me? · 
1993: In your eyes · 
1994: Rock 'n' roll kids · 
1995: Nocturne · 
1996: The voice · 
1997: Love shine a light · 
1998: Diva · 
1999: Take me to your heaven · 
2000: Fly on the wings of love · 
2001: Everybody · 
2002: I wanna · 
2003: Everyway that I can · 
2004: Wild dances · 
2005: My number one · 
2006: Hard rock hallelujah · 
2007: Molitva · 
2008: Believe · 
2009: Fairytale · 
2010: Satellite · 
2011: Running scared · 
2012: Euphoria · 
2013: Only teardrops · 
2014: Rise like a phoenix · 
2015: Heroes · 
2016: 1944 · 
2017: Amar pelos dois · 
2018: Toy · 
2019: Arcade · 
2021: Zitti e buoni · 
2022: Stefania · 
2023: Tattoo · 
2024: The code